# Elecciones presidenciales de Bielorrusia de 2020

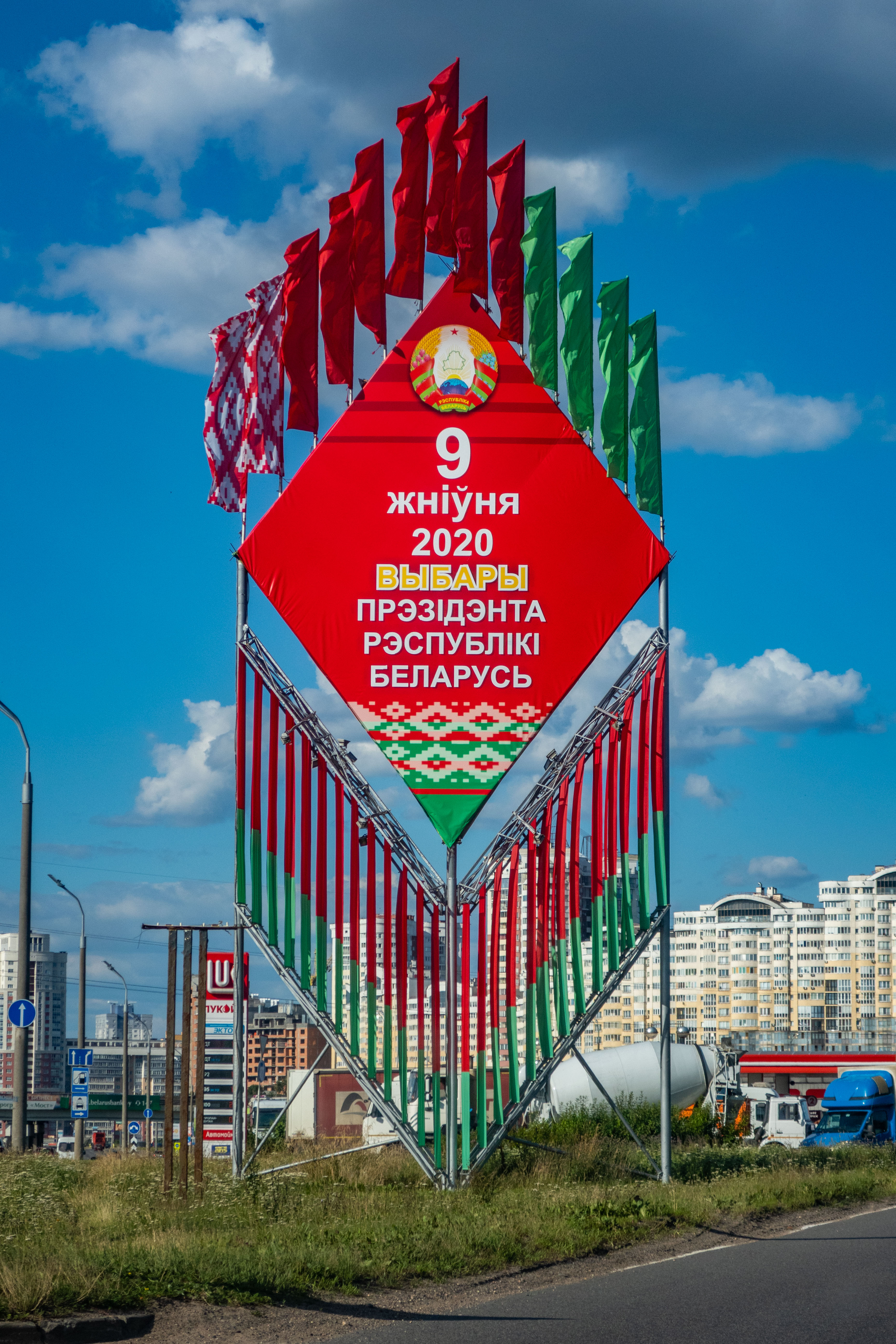
Banner callejero en Minsk con la fecha de las elecciones.

Las elecciones presidenciales se celebraron en Bielorrusia el 9 de agosto de 2020. El presidente Aleksandr Lukashenko anunció que se postularía para un sexto mandato, habiendo ganado todas las elecciones presidenciales desde la independencia en 1991.
Lukashenko obtuvo una victoria con más del 80% de los votos, aunque la legitimidad de los resultados fue seriamente cuestionada por la oposición y parte de la comunidad internacional. Todos los candidatos, excepto Lukashenko, han presentado apelaciones ante la Comisión Electoral Central de Bielorrusia (CEC) pidiendo la invalidación de los resultados.

## Antecedentes
Aleksandr Lukashenko ha sido presidente de Bielorrusia desde las elecciones presidenciales de 1994, la primera desde la independencia del país tres años antes. Desde entonces ha sido reelegido cuatro veces, en un contexto de lo que se considera represión a la oposición y comicios no libres.
Las elecciones legislativas de noviembre de 2019 fortalecieron aún más el control del presidente sobre el parlamento. Ningún partido o candidato de la oposición obtuvo un escaño, ya que los principales opositores y los dos parlamentarios de la oposición elegidos en 2016 no pudieron presentarse a la reelección. La oposición denunció fraudes masivos y el presidente Lukashenko reiteró su intención de presentarse a la reelección en 2020 por un sexto mandato. El presidente confirmó sus aspiraciones el 1 de marzo de 2020.
El Parlamento de Bielorrusia decidió el 8 de mayo de 2020 fijar la fecha de las elecciones para el 9 de agosto. La convocatoria tuvo lugar en medio de la pandemia de COVID-19, por la cual el gobierno de Lukashenko no había tomado medidas de precaución. Esto último desencadenó protestas desde junio de 2020, que se saldaron con varias detenciones. Muchos ciudadanos, además, estaban descontentos con la crítica situación económica que atravesaba el país.

## Candidatos

### Candidatos registrados
Un total de 15 personas presentaron su precandidatura, de las cuales solo seis lograron acreditar las 100.000 firmas requeridas para inscribirse oficialmente:
- Aleksandr Lukashenko, Presidente de Bielorrusia (independiente)
- Viktor Babariko, banquero y filántropo. Expresidente del Consejo de Administración del OJSC Belgazprombank (independiente de oposición)
- Serguéi Chérechen, presidente de la Asamblea Socialdemócrata Bielorrusa
- Anna Kanopátskaya, exdiputada de la Cámara de Representantes de Bielorrusia (independiente de oposición)
- Andréi Dmítriev, miembro del movimiento ¡Di la Verdad! (independiente de oposición)
- Svetlana Tijanóvskaya, esposa del youtuber, activista y ex precandidato Serguéi Tijanovski (independiente de oposición). Asumió la candidatura tras la detención de su esposo por parte de las autoridades.

El 14 de julio de 2020, Víktor Babariko sería apartado del proceso electoral por las autoridades (ver sección controversias)

### Candidaturas fallidas
El resto de los precandidatos quedó fuera de las elecciones por no recolectar las 100.000 firmas a tiempo, por juzgar la Comisión Electoral Central que el número válido de firmas era insuficiente o por su propia decisión de retirarse:
- Aleh Gaidukévich, diputado de la Cámara de Representantes de Bielorrusia y presidente del Partido Democrático Liberal de Bielorrusia (retirado)[12]
- Valeri Tsepkalo, fundador y ex director (2005-2017) del Parque Bielorruso de Alta Tecnología (falta de firmas válidas)[13]
- Yuri Hantsévich, agricultor y bloguero (no recolectó las firmas a tiempo)[13]
- Yuri Hubarévich, Jefe del Movimiento «Por la Libertad» (retirado)[14]
- Volha Kavalkova, copresidenta del comité organizador de la Democracia Cristiana Bielorrusa (no recolectó las firmas a tiempo)[13]
- Mikalái Kazlou, presidente interino del Partido Cívico Unido de Bielorrusia (no recolectó las firmas a tiempo)[13]
- Natalia Kisel, emprendedora (retirada)[15]
- Vladímir Nepómnyaschij, pensionista (no recolectó las firmas a tiempo)[13]
- Alés Tabólich, músico, líder de la banda Znich (retirado)[16]

Por otro lado, en enero de 2020, cinco fuerzas de oposición: el Movimiento «Por la Libertad», la Democracia Cristiana Bielorrusa, el Partido Socialdemócrata Bielorruso (Asamblea), el Partido del Frente Popular de Bielorrusia y el Partido Cívico Unido de Bielorrusia llegaron a un acuerdo definitivo para celebrar primarias para presentar un solo candidato de la oposición. Yuri Hubarévich, Pával Sieviarýniec, Volha Kavalkova, Aliakséi Yanukévich y Mikalái Kazlou fueron incluidos como candidatos potenciales. No obstante, tras la convocatoria oficial de las elecciones en mayo de 2020, la coalición de partidos comunicó su decisión de boicotear los comicios declarando que «Consideramos que convocar elecciones en medio de la epidemia del coronavirus es algo inaceptable y criminal». No obstante, varios de estos candidatos potenciales acabaron presentando su precandidatura de forma separada, aunque sin éxito.
El Partido Verde de Bielorrusia anunció que no participaría en las primarias ni en las elecciones.
El Partido de la Izquierda Bielorrusa  «Un Mundo Justo» llamó a boicotear las elecciones y describió las elecciones como una «farsa política».

## Controversias

### Detención y exclusión de candidatos
El precandidato opositor Serguéi Tijanovski fue detenido el 29 de mayo acusado de violencia contra la autoridad tras producirse un incidente con la policía durante un acto de campaña. En consecuencia, su esposa Svetlana Tijanóvskaya decidió reemplazarlo como candidata. Tsijanouski sostuvo que se trató de una detención con motivaciones políticas. Lukashenko desestimó la candidatura de Tijanóvskaya, diciendo que la sociedad bielorrusa no era lo «suficientemente madura par votar por una mujer» pues se necesitaba de un «poder fuerte».
El 18 de junio, el candidato Víktor Babariko fue detenido junto a su hijo y acusado de evasión de impuestos y lavado de dinero. Al igual que Tsijanouski, Babaryka acusó motivaciones políticas en la operación. Lukashenko anunció al día siguiente que había «frustrado un intento de golpe de estado» con el objetivo de justificar la detención de su rival. En reacción a la detención de Babaryka se desencadenaron manifestaciones en todo el país, tras las cuales fueron detenidas alrededor de 120 personas. Activistas de la oposición, periodistas y blogueros también fueron arrestados como parte de la represión. Lukashenko ha afirmado que las protestas de la oposición son parte de un complot extranjero. También afirmó que la oposición tendría planes para derrocarle.
La Unión Europea exigió la inmediata liberación de ambos candidatos. También Amnistía Internacional condenó la persecución a los candidatos opositores.
El 14 de julio, la  Comisión Electoral Central (CEC) optó finalmente por anular la inscripción de la candidatura de Babaryka citando que no habría declarado todos sus ingresos en la declaración oficial de bienes y renta, y que habría recibido financiación extranjera para su campaña. En respuesta a la exclusión de Babaryka, se produjeron protestas en todo el país que se saldaron con la detención de más de 250 personas. Babaryka incluso recibió el apoyo público del conocido actor de cine Elijah Wood.
En total, durante todo el periodo de protestas fueron detenidas más de 700 personas. La Oficina de las Naciones Unidas para los Derechos Humanos instó al gobierno bielorruso a liberar a los presos.
El 19 de julio, se realizó una manifestación opositora de 5000 personas en Minsk, en apoyo a la candidata Sviatlana Tsijanóuskaya, que constituyó la mayor manifestación de la oposición bielorrusa en años.
El 24 de julio, el ex precandidato Valery Tsepkalo huyó a Rusia ante sospechas de que sería arrestado por las autoridades. De manera similar, el mes pasado Svetlana Tijanóvskaya denunció que había sido amenazada con ser arrestada y envió a sus hijos al extranjero para que vivieran con su abuela por su seguridad.
Se han realizado manifestaciones de solidaridad con la oposición bielorrusa en más de 20 países y en más de 30 ciudades de todo el mundo.
El Alto representante de la Unión para Asuntos Exteriores y Política de Seguridad, Josep Borrell, lamentó la exclusión de los opositores y expresó que el desarrollo de las elecciones sería un factor importante para el futuro de las relaciones entre Bielorrusia y la Unión Europea. En la víspera de las elecciones, los gobiernos de Alemania, Francia y Polonia emitieron una declaración conjunta en la que instaron a Bielorrusia a garantizar unas elecciones presidenciales libres y justas.

### Acusaciones de desestabilización
El 25 de junio, el presidente Lukashenko acusó abiertamente a los gobiernos de Polonia y Rusia de intentar interferir en las elecciones. El gobierno ruso desestimó dicha hipótesis. El 29 de julio, las fuerzas del orden de Bielorrusia detuvieron a 33 ciudadanos rusos pertenecientes al Grupo Wagner por intentar desestabilizar la situación en el país ante las elecciones presidenciales. El gobierno ruso negó formar parte de una conspiración para derrocar al gobierno de Lukashenko, pero el mandatario acusó a Rusia de mentir y el Ejército bielorruso incluso tomó la decisión de movilizar a 3000 soldados ante el temor de una invasión rusa.
El 6 de agosto, un grupo de ciudadanos estadounidenses fueron detenidos y acusados de intentar desestabilizar la situación del país previo a las elecciones, de acuerdo a Lukashenko.

## Observación electoral
La Organización para la Seguridad y la Cooperación en Europa (OSCE) informó que no supervisaría las elecciones de 2020 ya que no se le había enviado una invitación oportuna. Asimismo, las autoridades restringieron el acceso de observadores nacionales. No obstante, una delegación de la Comunidad de Estados Independientes (CEI) confirmó su asistencia a las elecciones.

## Encuestas

### Encuestas oficiales
| Fecha                  | Encuestador | Lukashenko          | Babariko           | Tsepkalo | Tijanóvskaya | Kanopátskaya | Chérechen | Dmítriev | Ventaja |     |     |      |
| ---------------------- | ----------- | ------------------- | ------------------ | -------- | ------------ | ------------ | --------- | -------- | ------- | --- | --- | ---- |
| Fecha                  | Encuestador | 9 de agosto de 2020 | National Exit-Poll | 79.9     | –            | –            | 6.8       | 2.3      | Ventaja | 0.9 | 1.1 | 72.9 |
| 30 de julio de 2020    | ONT         | 73.3                | –                  | –        | 7.5          | 1.6          | 0.2       | 0.7      | 65.8    |     |     |      |
| 23-27 de julio de 2020 | AC Ecoom    | 87.8                | –                  | –        | 9.1          | 1.9          | 0.2       | 0.9      | 78.7    |     |     |      |
| 10–14 de julio de 2020 | AC Ecoom    | 69.4                | 6.7                | 3.1      | 2.2          | 1.5          | 0.8       | 0.3      | 72.9    |     |     |      |
| 10–13 de julio de 2020 | AC Ecoom    | 82.6                | 8.0                | 3.7      | 2.6          | 1.8          | 1.0       | 0.4      | 74.6    |     |     |      |

### Encuestas realizadas por sitios web
| Encuestadora               | TUT.by Archivado el 2 de junio de 2020 en Wayback Machine. | nn.by              | Telegraf.by Archivado el 9 de junio de 2020 en Wayback Machine. | Onliner.by Archivado el 30 de mayo de 2020 en Wayback Machine. | Svaboda.org        |
| Fecha                      | 20 de mayo de 2020                                         | 20 de mayo de 2020 | 22 de mayo de 2020                                              | 26 de mayo de 2020                                             | 26 de mayo de 2020 |
| Participantes              | 70,029                                                     | 16,526             | 35,775                                                          | 32,128                                                         | 9,705              |
| -------------------------- | ---------------------------------------------------------- | ------------------ | --------------------------------------------------------------- | -------------------------------------------------------------- | ------------------ |
| Babariko                   | 54.91%                                                     | 49.7%              | 52.43%                                                          | 56%                                                            | 32%                |
| Gaidukévich                | 1.28%                                                      | 0.65%              | 3.93%                                                           | 0.4%                                                           | —                  |
| Hantsévich                 | 0.34%                                                      | —                  | 0.62%                                                           | —                                                              | 0%                 |
| Hubarévich                 | 0.45%                                                      | —                  | 0.23%                                                           | —                                                              | 0%                 |
| Dmítriyeu                  | 0.58%                                                      | 0.32%              | 0.33%                                                           | 0.29%                                                          | 0%                 |
| Kanapátskaya               | 4.14%                                                      | 2.5%               | 1.7%                                                            | 1.4%                                                           | 1%                 |
| Kisel                      | 0.63%                                                      | —                  | 0.22%                                                           | —                                                              | 0%                 |
| Kavalkova                  | 0.37%                                                      | —                  | 0.21%                                                           | —                                                              | 0%                 |
| Kazlou                     | 0.64%                                                      | —                  | 0.61%                                                           | 0.32%                                                          | 1%                 |
| Lukashenko                 | 6.24%                                                      | 2.96%              | 3.90%                                                           | 3%                                                             | 1%                 |
| Nepómnyaschij              | 0.4%                                                       | —                  | 0.4%                                                            | —                                                              | 0%                 |
| Tabólich                   | 1.37%                                                      | 2.3%               | 0.25%                                                           | 0.9%                                                           | 2%                 |
| Tijanovski o Tsijanóuskaya | 18.39%                                                     | 17.37%             | 12%                                                             | 51%                                                            | —                  |
| Tsepkalo                   | 15.22%                                                     | 7.5%               | 9.8%                                                            | 17%                                                            | 7%                 |
| Chérachen                  | 0.72%                                                      | 0.28%              | 0.16%                                                           | —                                                              | 0%                 |
| Ninguno                    | —                                                          | 15.37%             | 7.8%                                                            | 7.7%                                                           | 4%                 |

## Desarrollo
El 4 de agosto inició la votación anticipada. El primer día de votación anticipada en las elecciones, la Comisión Electoral Central informó una participación de casi el 5%. Sin embargo, observadores independientes disputaron esta cifra y alegaron que estaba inflada.
En varios colegios electorales, se cortaron deliberadamente las cortinas de las cabinas de votación, dejándolas cubiertas solo por tres lados.
El segundo día de votación anticipada la participación alcanzó un 12,75%, el tercer día un 22,47% y el cuarto día un 32.24%.
Honest People, una asociación independiente en Bielorrusia que supervisaba las elecciones, informó de 5096 violaciones reportadas por observadores. También cuestionaron las estadísticas de participación reportadas por la Comisión Electoral. El grupo dijo que alrededor de 70 observadores electorales fueron detenidos.

## Resultados

### Resultados oficiales

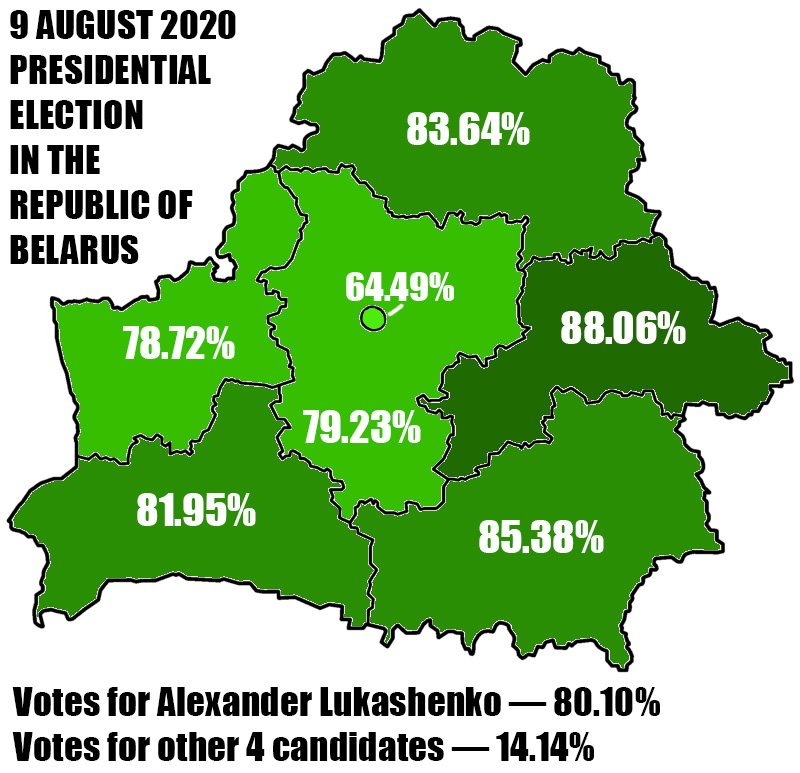
Porcentaje de votos de Lukashenko por óblast.

| Candidato                                         | Candidato                           | Partido                             | Votos     | %     |
| ------------------------------------------------- | ----------------------------------- | ----------------------------------- | --------- | ----- |
|                                                   | Aleksandr Lukashenko                | Independiente                       | 4 661 075 | 80.10 |
|                                                   | Svetlana Tijanóvskaya               | Independiente                       | 588 622   | 10.12 |
|                                                   | Anna Kanopátskaya                   | Independiente                       | 97 489    | 1.67  |
|                                                   | Andréi Dmítriev                     | Independiente                       | 70 671    | 1.20  |
|                                                   | Serguéi Chérechen                   | Asamblea Socialdemócrata Bielorrusa | 66 613    | 1.14  |
|                                                   | Contra todos                        | Contra todos                        | 267 360   | 4.59  |
| Inválidos/voto en blanco                          | Inválidos/voto en blanco            | Inválidos/voto en blanco            | 67 125    | –     |
| Total                                             | Total                               | Total                               | 5 818 955 | 100   |
| Vontantes registrados/participación               | Vontantes registrados/participación | Vontantes registrados/participación |           | 84.17 |
| Fuente: Comisión Electoral Central de Bielorrusia |                                     |                                     |           |       |

### Resultados de la plataforma informática Golos
Informáticos bielorrusos han desarrollado una plataforma digital, llamada Golos (Voz en ruso, Voice en inglés) para vigilar la limpieza de las elecciones presidenciales en su país. Un alto ejecutivo de la empresa EPAM Systems, el ingeniero bielorruso y coautor de la herramienta Pável Liber, presentó el 20 de agosto el informe final del recuento de votos así como el mapa de los colegios electorales que representan el 30% del electorado, obtenidos con ayuda de la plataforma. Estos informes muestran que en un tercio de colegios los resultados fueron falsificados ya que Lukashenko en realidad obtuvo menos del 40 % de votos. La plataforma ha sido desarrollada por 40 profesionales bielorrusos de una manera desinteresada, según explica Pável Liber en su página de Facebook.

## Reacciones
Después de que la televisión estatal revelara los resultados de una encuesta a boca de urna que mostraba una victoria aplastante de Lukashenko, la oposición denunció los comicios como fraudulentos y estallaron enfrentamientos entre manifestantes y la policía antidisturbios en Minsk. Surgieron informes de heridos y el uso de granadas paralizantes y balas de goma. Se registraron protestas en otras ciudades del país, como Gómel, Moguilov y Vítebsk. Según el Ministerio del Interior bielorruso, durante esa noche fueron detenidas alrededor de 3000 personas.
La principal candidata de la oposición, Svetlana Tijanóvskaya, dijo en una conferencia de prensa que no confiaba en las encuestas a pie de urna y dijo: «Creo en mis ojos y veo que la mayoría está con nosotros». Tijanóvskaya se declaró ganadora de las elecciones y pidió a Lukashenko que iniciara negociaciones, mientras que su equipo de campaña declaró que estaban dispuestos a realizar «protestas a largo plazo» contra los resultados oficiales. El 11 de agosto el ministro de exteriores de Lituania informó que Tijanóvskaya estaba refugiada en su país luego de una detención de siete horas la noche de las elecciones tras presentar una denuncia formal a la Comisión Electoral Central (CEC) y ser escoltada por los servicios de seguridad bielorrusos a Lituania, según los informes, como condición para un acuerdo que asegurara la liberación de su también detenida directora de campaña, Maria Moroz. Tijanóvskaya había publicado un video después de su detención, aparentemente filmado bajo coacción y promocionado en medios de comunicación patrocinados por el Estado. En este video, pedía al pueblo de Bielorrusia que dejase de protestar y aceptase la victoria de Lukashenko. El fuerte cambio en el mensaje y la conducta de Tsikhanouskaya después de su liberación llevó a sus aliados a insistir en que el video fue coaccionado, comparándolo con un video de rehenes.
Los candidatos opositores Andréi Dmítriev y Serguéi Chérechen también desconocieron los resultados y prepararon conjuntamente una reclamación de impugnación para presentarla a la Comisión Electoral Central. Lo mismo hizo la candidata Anna Kanopátskaya. Finalmente, el equipo de Tijanóvskaya recurrió los resultados ante la Corte Suprema. No obstante, el Tribunal Supremo de Bielorrusia desestimó las denuncias al haber desestimado la Comisión Electoral Central la invalidez de los comicios.
Cuando se cerraron las urnas, muchos proveedores de servicios de Internet perdieron el enrutamiento y las pérdidas de comunicación fueron generalizadas ya que la policía y el ejército cerraron la mayor parte de Minsk. Los cortes en el acceso a Internet tanto desde líneas fijas como móviles se venían detectando desde el inicio de la jornada, aunque en una menor medida.
En la segunda noche después de que se anunciaran los resultados supuestamente falsificados, los manifestantes bloquearon el área alrededor del mercado de Riga. Las fuerzas del régimen respondieron lanzando gases lacrimógenos a los manifestantes y usando granadas aturdidoras. Aquel día, fueron detenidas 2000 personas.
Lukashenko llamó a los opositores «borregos que no entienden lo que quieren de ellos» y señaló que los verdaderos promotores de las protestas, según él, eran Polonia, República Checa y elementos en Ucrania, Rusia o Lituania.
Los arrestos y la violencia contra los manifestantes, incluidas las denuncias de tortura, aumentaron en la semana posterior a las elecciones, lo que provocó que se impongan sanciones internacionales contra los perpetradores.
El 14 de agosto, Tijanóvskaya publicó un video en el que afirmó haber ganado las elecciones presidenciales con entre el 60 y el 70% de los votos y pidió la creación de un Consejo de Transición compuesto de «activistas de la sociedad civil, bielorrusos respetados y profesionales» para manejar la transferencia de poder de Lukashenko.

### Internacionales

Mapa de la reacción internacional a la elección de Lukashenko
Bielorrusia
Felicitación a Lukashenko
Crítica a Lukashenko
Sin reacción

#### Aprueban
- Abjasia -  El presidente de Abjasia, Aslan Bzhania, felicitó a Lukashenko.[97]
- Armenia - El primer ministro de Armenia, Nikol Pashinián, y el presidente de Armenia, Armén Sarkissian, felicitaron a Lukashenko por su victoria en las elecciones presidenciales.[98][99]
- Azerbaiyán -  El presidente de Azerbaiyán, İlham Əliyev, felicitó a Lukashenko por su reelección durante una llamada telefónica.[100]
- China - El presidente de China Xi Jinping felicitó al presidente bielorruso Alexandr Lukashenko por su victoria en las elecciones presidenciales.[101]
- Kazajistán - El presidente kazajo Kasim-Yomart Tokáyev, envió un telegrama a Aleksandr Lukashenko por su reelección como Presidente de Bielorrusia.[102]
- Kirguistán - El presidente de Kirguistán, Sooronbay Jeenbekov, felicitó a Lukashenko por su victoria en las elecciones presidenciales.[103]
- Moldavia -  El presidente de Moldavia, Igor Dodon, felicitó a Lukashenko por su victoria en las elecciones presidenciales.[104]
- Nicaragua - El presidente de Nicaragua, Daniel Ortega, y la vicepresidenta, Rosario Murillo, felicitaron a Lukashenko por su victoria en las elecciones presidenciales.[105]
- Omán - El sultán de Omán Haitham bin Tariq Al Said envió un telegrama felicitando a Lukashenko por su reelección como presidente.[106]
- Osetia del Sur - El presidente de Osetia del Sur, Anatoli Bibílov, felicitó a Lukashenko.[107]
- Rusia - El presidente de Rusia Vladímir Putin envió una carta a su homólogo bielorruso, Aleksandr Lukashenko, con motivo de su triunfo en las elecciones presidenciales.[108]
- Siria - El presidente de Siria, Bashar al-Ásad, felicitó a Lukashenko por su victoria en las elecciones presidenciales.[109]
- Tayikistán - El presidente de Tayikistán, Emomali Rahmon, felicitó a Lukashenko por su victoria en las elecciones presidenciales.[110]
- Turquía - El Presidente de Turquía, Recep Tayyip Erdoğan, felicitó a Lukashenko por su victoria en las elecciones presidenciales.[111]
- Uzbekistán - El presidente de Uzbekistán, Shavkat Mirziyoyev, felicitó a Lukashenko por su victoria en las elecciones presidenciales.[112]
- Venezuela - El presidente Nicolás Maduro felicitó al presidente reelecto, Lukashenko, «por la inobjetable victoria alcanzada en la primera vuelta de las elecciones presidenciales».[113]
- Vietnam - El presidente de Vietnam, Nguyễn Phú Trọng, felicitó a Lukashenko por su victoria en las elecciones presidenciales.[114]

#### Desaprueban
- Alemania - El portavoz del gobierno alemán, Steffen Seibert, declaró que los estándares mínimos para las elecciones democráticas no se observaron durante la votación y que los informes de la oposición sobre el fraude electoral eran creíbles. También dijo que los líderes políticos bielorrusos deben aceptar la voluntad del pueblo y condenar el uso de la fuerza contra manifestantes pacíficos y el arresto de periodistas y activistas de derechos civiles.[115]
- Bélgica - El ministro de Relaciones Exteriores belga, Philippe Goffin, emitió un comunicado en el que "deplora la violenta represión de las protestas pacíficas tras las elecciones en Bielorrusia. La libertad de expresión y la libertad de prensa son derechos fundamentales para toda Europa". Alentó a las autoridades bielorrusas a que liberaran inmediatamente a los ciudadanos arrestados injustamente.[116]
- Canadá -  François-Philippe Champagne, el ministro de Relaciones Exteriores de Canadá, declaró "profundamente su preocupación" por la violencia que siguió a las elecciones y que las acciones de las autoridades habían "erosionado aún más la legitimidad democrática del voto". Pidió que los resultados de la elección del domingo "reflejen la voluntad del pueblo".[117]
- Ciudad del Vaticano - En un discurso del domingo, el Papa Francisco expresó la necesidad de "dialogar, rechazar la violencia y respetar la justicia y los derechos".[118]
- Estados Unidos - Mike Pompeo, Secretario de Estado de los Estados Unidos, emitió un comunicado de prensa en el que declaraba que Estados Unidos estaba "profundamente preocupado" por el desarrollo de las elecciones presidenciales en Bielorrusia, afirmando que no fueron libres ni justas. Afirmó que "severas restricciones al acceso de los candidatos a las boletas, [la] prohibición de observadores locales independientes en los colegios electorales, las tácticas de intimidación empleadas contra los candidatos de la oposición y las detenciones de manifestantes pacíficos y periodistas empañaron el proceso". Instó al gobierno bielorruso a abstenerse de utilizar la fuerza y respetar los derechos de todos los bielorrusos a reunirse pacíficamente. La administración criticó el uso de cierres de internet y la detención de simpatizantes de la oposición y pidió la liberación de los detenidos.[119] Por otra parte, la secretaria de prensa de la Casa Blanca, Kayleigh McEnany, dijo que Estados Unidos estaba "profundamente preocupada" por las elecciones.[120]
- Eslovaquia - El ministro de Asuntos Exteriores y Europeos de la República Eslovaca, Ivan Korčok, calificó de inaceptables las intervenciones del régimen bielorruso contra sus oponentes políticos.[121]
- Estonia - El ministro de Relaciones Exteriores de Estonia criticó la elección en una reunión del Consejo de Seguridad de las Naciones Unidas.[122]
- Letonia -  Edgars Rinkēvičs, el Ministro de Relaciones Exteriores de Letonia, declaró que a medida que continúa la violencia contra las protestas pacíficas en Bielorrusia y hay una falta de diálogo político, Letonia apoya la necesidad de introducir sanciones individuales contra los funcionarios bielorrusos responsables de la represión de las protestas y fraude electoral.[123]
- Lituania - Linas Linkevičius, Ministro de Asuntos Exteriores de Lituania, condenó las elecciones "obviamente antidemocráticas" y prometió que Lituania hará todo lo posible para apoyar la voz de la libertad en Bielorrusia. Al día siguiente, la líder de la oposición Svetlana Tijanóvskaya  se refugió en Lituania y Linkevičius reportó que se encontraba "segura".[124]
- Países Bajos -  El ministro holandés de Asuntos Exteriores declaró: "Holanda está preocupada por el curso de las elecciones en Bielorrusia el pasado domingo y sus consecuencias, especialmente por la dura represión policial contra manifestantes pacíficos".[125]
- Polonia - El Ministerio de Relaciones Exteriores de Polonia pidió a las autoridades bielorrusas que "detengan las acciones que agravan la situación y empiecen a respetar los derechos humanos fundamentales".[126]  Además, el Primer Ministro de Polonia Mateusz Morawiecki convocó una reunión de emergencia del Consejo Europeo sobre la situación en Bielorrusia.[127]
- Reino Unido -  El Ministerio de Relaciones Exteriores y de la Mancomunidad de Naciones pidió a las autoridades "que se abstengan de cometer nuevos actos de violencia tras las elecciones presidenciales gravemente defectuosas". Reconoció que ha habido "falta de transparencia durante todo el proceso electoral".[128]
- República Checa - El Ministro de Exteriores checo criticó las elecciones.[129]
- Rumania -  El Ministerio de Relaciones Exteriores de Rumania declaró que estaba "muy preocupado" por la situación en Bielorrusia y que la "única forma" era detener la violencia y comenzar un diálogo político. También instó al país a respetar los derechos humanos fundamentales.[130]
- Suecia - La Ministra de Asuntos Exteriores, Ann Linde, expresó su preocupación por cómo los manifestantes en Bielorrusia fueron golpeados y arrestados. Ella emitió una declaración en donde expresó que las elecciones en Bielorrusia no habían sido democráticas ni justas, y que esta elección en particular seguía el mismo patrón que las elecciones anteriores en Bielorrusia. También exigió la liberación de todos los manifestantes arrestados.[131]
- Suiza - El Departamento Federal de Asuntos Exteriores expresó su preocupación por las protestas posteriores a las elecciones e instó al gobierno bielorruso a actuar con moderación.[132]
- Ucrania -  El presidente de Ucrania, Volodímir Zelenski, lamentó la cuestionable legitimidad de los resultados oficiales de las elecciones y el conflicto que siguió a su anuncio. Instó a Bielorrusia a abstenerse de la violencia y a iniciar un diálogo amplio y abierto entre el gobierno y los ciudadanos. También pidió a las autoridades "que se adhieran a las normas democráticas universalmente reconocidas en el mundo civilizado" y las instó a hacer todo lo posible para garantizar que se mantengan los derechos y libertades de las personas.[133]
- Unión Europea -  el Alto Representante de la Unión Europea, Josep Borrell, y el Comisario Europeo de Vecindad y Ampliación, Oliver Varhelyi, emitieron una declaración conjunta en la que condenaban la violencia policial tras las elecciones y declaraban que la UE supervisaría los acontecimientos.[134] Borrell también apuntó a posibles sanciones por parte de la UE a los responsables de la violencia.[135][136]  La UE declaró más tarde que volvería a evaluar su relación con Bielorrusia.[137] El 17 de agosto, los líderes políticos de varios grupos del Parlamento Europeo emitieron un comunicado conjunto declarando que las elecciones presidenciales en Bielorrusia no fueron libres ni justas y que hay suficientes informes que apuntan a la victoria de Svetlana Tijanóvskaya. Por lo tanto, el Europarlamento no reconoce a Aleksandr Lukashenko como presidente electo, lo declara persona non grata en la Unión Europea y aboga por una nuevas elecciones libres.[138][139] El 19 de agosto, el Consejo Europeo decidió oficialmente no reconocer los resultados electorales[140][141] y el 22 de agosto Borrell declaró explícitamente que la UE no reconoce a Lukashenko como presidente legítimo de Bielorrusia.[142]